# 北海锺灵国民型华文中学
北海锺靈国民型华文中学（简称北锺）是马来西亚槟城州威北县北海王裕好路的一所国民型华文中学，于1986年成立。北海锺灵也是槟城州内落实“特别计划班级”（前称控制中学）计划下的4所国民型华文中学之一，只有成绩卓越的学生可以入读。

## 校史
1976年3月10日，锺灵中学董事会通过了在北海设立锺灵分校的决议。
1979年7月16日，董事会获得北海灵应社献出一块位于王裕好路的地段作为兴建分校的校舍。
1979年8月9日，董事会正式获得政府的批准在北海建立分校。
1983年4月9日成立锺灵北海分校建委会。
1984年12月16日由时任国家教育总监丹斯里慕勒为分校主持奠基礼。第一期工程包括兴建有24间课室的A座教学楼、有12间科学实验室及4间特别课室的B座科学楼、有礼堂、图书馆、教务处及办公室的C座行政楼和D座食堂。
1985年8月30日，董事会一致议决，接纳时任教育部副部长林良实的建议，将“锺灵中学北海分校”的校名改为“北海锺灵国民型华文中学”，并注册为一所校政独立自主的国民型华文中学。1986年由林良实正式开幕。

## 历任校长
第一任：廖光鹏校长
第二任：潘祖培校长
第三任：林银海校长
第四任：林家骅校长
第五任： 蔡华中校长
第六任：黄保明校长
第七任：骆贵清校长
第八任：刘森和校长
第九任：刘霖和校长
第十任：陈敬华校长
第十一任：欧财校长